# 拉加塔
拉加塔（西班牙語：Lagata），是西班牙阿拉贡自治区萨拉戈萨省的一个市镇。 总面积24平方公里，总人口157人（2001年），人口密度7人/平方公里。